# Герб Французької Гвіани
Герб Французької Гвіани — герб найбільшого заморського департаменту Франції, який розташований на північному сході Південної Америки.

## Опис
Це щит, який складається з однакової ширини смуг синього, червоного і зеленого кольорів. На синій смузі розміщені три французькі золотих лілії, які є символом монархії Франції, і вказують на те, що територією володіє Франція. Зверху розміщено число 1643. У 1643 році Французька Гаяна була приєднана до Франції.
На червоній смузі зображений човен, навантажений золотом, що пливе по річці, зеленого кольору. Човен з золотом вказує на природні багатства території.
На зеленій смузі розміщенням 3 квітки водяної лілії, що представляють живу природу території.